# Grande Prêmio do México de 1963
Resultados do Grande Prêmio do México de Fórmula 1 realizado na Cidade do México à 27 de outubro de 1963. Nona e penúltima etapa daquela temporada, foi vencida pelo britânico Jim Clark.

## Classificação da prova
| Pos. | Nº | Piloto                  | Construtor     | Voltas | Tempo/Diferença      | Grid | Pontos     |
| ---- | -- | ----------------------- | -------------- | ------ | -------------------- | ---- | ---------- |
| 1    | 8  | Jim Clark               | Lotus-Climax   | 65     | 2:09:52.1            | 1    | 9          |
| 2    | 5  | Jack Brabham            | Brabham-Climax | 65     | + 1:41.1             | 10   | 6          |
| 3    | 2  | Richie Ginther          | BRM            | 65     | + 1:54.7             | 5    | 4          |
| 4    | 1  | Graham Hill             | BRM            | 64     | + 1 volta            | 3    | 3          |
| 5    | 11 | Jo Bonnier              | Cooper-Climax  | 62     | + 3 voltas           | 8    | 2          |
| 6    | 6  | Dan Gurney              | Brabham-Climax | 62     | + 3 voltas           | 4    | 1          |
| 7    | 22 | Hap Sharp               | Lotus-BRM      | 61     | + 4 voltas           | 16   |            |
| 8    | 16 | Jim Hall                | Lotus-BRM      | 61     | + 4 voltas           | 15   |            |
| 9    | 14 | Jo Siffert              | Lotus-BRM      | 59     | + 6 voltas           | 9    |            |
| 10   | 12 | Carel Godin de Beaufort | Porsche        | 58     | + 7 voltas           | 18   |            |
| 11   | 13 | Moisés Solana           | BRM            | 57     | Motor                | 11   |            |
| Ret  | 25 | Phil Hill               | ATS            | 46     | Suspensão            | 17   |            |
| Ret  | 24 | Lorenzo Bandini         | Ferrari        | 36     | Ignição              | 7    |            |
| Ret  | 3  | Bruce McLaren           | Cooper-Climax  | 30     | Motor                | 6    |            |
| Ret  | 10 | Pedro Rodríguez         | Lotus-Climax   | 26     | Suspensão            | 20   |            |
| Ret  | 17 | Masten Gregory          | Lola-Climax    | 23     | Suspensão            | 14   |            |
| DSQ  | 23 | John Surtees            | Ferrari        | 19     | Desclassificado      | 2    | [ nota 2 ] |
| Ret  | 9  | Trevor Taylor           | Lotus-Climax   | 19     | Motor                | 12   |            |
| Ret  | 26 | Giancarlo Baghetti      | ATS            | 12     | Motor                | 21   |            |
| Ret  | 18 | Chris Amon              | Lotus-BRM      | 9      | Câmbio               | 19   |            |
| Ret  | 4  | Tony Maggs              | Cooper-Climax  | 7      | Motor                | 13   |            |
| DNQ  | 20 | Frank Dochnal           | Cooper-Climax  |        | Acidente nos treinos |      |            |
| WD   | 7  | Walt Hansgen            | Lotus          |        |                      |      | [ nota 3 ] |
| WD   | 15 | Innes Ireland           | Lotus-BRM      |        | Piloto machucado     |      |            |
| WD   | 19 | Thomas Monarch          | Lotus-Climax   |        |                      |      |            |

## Tabela do campeonato após a corrida
|  | Pos. | Piloto         | Pontos  |
|  | ---- | -------------- | ------- |
|  | 1    | Jim Clark      | 54 (64) |
|  | 2    | Richie Ginther | 29 (34) |
|  | 3    | Graham Hill    | 25      |
|  | 4    | John Surtees   | 22      |
|  | 5    | Bruce McLaren  | 14      |

|   | Pos. | Construtor     | Pontos  |
| - | ---- | -------------- | ------- |
|   | 1    | Lotus-Climax   | 54 (65) |
|   | 2    | BRM            | 36 (41) |
|   | 3    | Ferrari        | 24      |
| 1 | 4    | Brabham-Climax | 24      |
| 1 | 5    | Cooper-Climax  | 23      |

- Nota: Somente as primeiras cinco posições estão listadas. Apenas os seis melhores resultados, dentre pilotos ou equipes, eram computados visando o título. Neste ponto esclarecemos: na tabela dos construtores figurava somente o melhor colocado dentre os carros de um time. No presente caso, os campeões da temporada surgem grafados em negrito.